# 伐開機
伐開機 ホK（ばつかいき ホK）とは、日本陸軍が対ソ戦に備えて開発していた工兵用の特殊車両である。

## 概要
戦前、ソビエト連邦を仮想敵国としていた陸軍は対ソ戦を見据えて満州からシベリアにかけての国境線に広がるトーチカ群、湿地帯、密林地帯、河川の突破のために様々な工兵用特殊車両を開発していた。その中で密林突破用に開発されていたのが伐開機である。
伐開機の1号車は東京瓦斯電気工業（瓦斯電）で生産され、のち九七式中戦車の下部構造を流用、上部車体は新設計とした車両を三菱重工業が生産した。第2号車以外に5、6輌が生産された。
車体正面に油圧作動による上下の位置調節が可能な大型の衝角(ラム)を備えており、これにより樹木をなぎ倒して密林に突破路を切り開くものであった。また伐開機がなぎ払った樹木を整理し、突破路を通行可能にするためにクレーンを装備した伐掃機も同時に開発されている。
秘匿名称「ホK」の名で開発された伐開機は1943年（昭和18年）に完成し、関東軍の「特殊機甲工兵部隊」　独立工兵第12連隊に配備された。
この伐開機、伐掃機を南方戦線において飛行場設営目的に活用しようと考え、生産された数両がニューギニア方面に送られたが、多くが現地に向かう途中で輸送艦の撃沈により海没、または現地で爆撃により喪失された。実戦では、南方の原生林は、北方ソ満国境の白樺原生林（直径20センチないし30センチくらい）より遙かに大木のため、物の用には役立なかったようである。派遣部隊が南方戦線より帰還する際、またも敵潜艦の攻撃を受け撃沈をされた。
伐掃機がビアク島で米軍に鹵獲された写真が残っている。

## 運用
本車は巨大な衝角が特徴であるが、これで大木をなぎ倒すわけではない。密林（武蔵野付近の森林）で基礎研究を行ったところ、密林に大木は密生せず、直径10cmから20cm程度の樹木が障害になると判明した。これを押し倒すためには車重が15トン程度必要であった。
また本車は密林の中で位置を特定するための自記径路機が装備された。これはジャイロコンパスを用いて速度変化を検知し、それを移動距離に換算するものである。誤差は57.2kmを走り、1.39%であった。これは東京近辺を走って計測したものであった。
さらに、押し倒した樹木の処理や、大きな倒木を処理するために伐掃機を用いた。運用試験の結果、伐開機1輌と、伐掃機2輌を組み合わせて1個作業隊を編成するのが適当とされた。

## その他
第二次世界大戦時のドイツ国防軍でもポルシェ社型のティーガーIの車体に衝角を備えた構造物を被せたような外見の「ティーガー(P)衝角戦車」(ラムティーガー)を開発していた。
こちらは密林突破用の伐開機とは異なり、市街戦に於いて敵の立てこもる建物に穴を開けるという目的で開発されていた。